# 2022년 1월 죽음
다음은 2022년 1월에 사망한 저명한 인물 목록이다.
- 1월 1일
  - 대한민국의 정치인 손주환
  - 대한민국의 종교학자 지명관
  - 미국의 영화배우 맥스 줄리엔
- 1월 2일
  - 대한민국의 정치인 이승율
  - 케냐의 고인류학자 리처드 리키
- 1월 3일
  - 조지아의 육상선수 빅토르 사네예프
  - 프랑스의 쌍둥이 보그다노프 형제
  - 대한민국의 시인 추영수
- 1월 4일 - 미국의 영화배우 조안 코플랜드
- 1월 5일
  - 대한민국의 배우 김미수
  - 대한민국의 기초자치단체장 김동성
  - 대한민국의 법조인 안상돈
- 1월 6일
  - 미국의 영화감독 피터 보그다노비치
  - 미국의 영화배우 시드니 포이티어
  - 필리핀의 소설작가 프란시스코 시오닐 호세
- 1월 7일 - 프랑스의 정치인 조제 에브라르
- 1월 8일
  - 태국의 가수 썬펫 썬쑤판
  - 영국의 기자 앤드루 제닝스
  - 소련의 역도선수 빅토르 마진
- 1월 9일
  - 미국의 희극배우 밥 서겟
  - 미국의 영화배우 두아인 히크먼
  - 일본의 정치인 가이후 도시키
- 1월 11일
  - 대한민국의 법관 윤성근
  - 터키의 축구선수 아흐메트 일마즈 찰리크
- 1월 12일
  - 대한민국의 농구코치 표명일
  - 태국의 가수 와이폿 펫수판
  - 페루의 변호사 루이스 카스타녜다 로시오
  - 미국의 유튜버 아달리아 로즈
- 1월 14일
  - 대한민국의 목회자 김성광
  - 스페인의 건축가 리카르도 보필
- 1월 15일 - 이탈리아의 패션디자이너 니노 세루티
- 1월 16일
  - 말리의 제6대 대통령 이브라임 부바카르 케이타
  - 체코의 가수 하나 호르카
- 1월 17일 - 미국의 군인 메릴 뉴먼
- 1월 18일
  - 미국의 저널리스트 안드레 리언 탤리
  - 스페인의 축구선수 프란시스코 헨토
  - 영국의 통계학자 데이비드 콕스
- 1월 19일 - 프랑스의 영화배우 가스파르 윌리엘
- 1월 20일 - 미국의 가수 미트 로프
- 1월 21일
  - 대한민국의 정치인 강길만
  - 대한민국의 정치인 성낙현
  - 미국의 영화배우 루이 앤더슨
- 1월 22일
  - 베트남의 승려 틱낫한
  - 대한민국의 검사 이종왕
- 1월 24일
  - 대한민국의 유튜버 잼미님
  - 헝가리의 기계체조선수 촐라니 실베스테르
  - 브라질의 음모론자 올라부 지 카르발류
  - 터키의 영화배우 파트마 기리크
- 1월 25일
  - 대한민국의 정치인 오인택
  - 네덜란드의 축구선수 빔 얀선
- 1월 27일
  - 조선민주주의인민공화국의 정치인 리용무
  - 미국의 야구인 진 클라인스
- 1월 28일
  - 대한민국의 교육학자 정범모
  - 미국의 영화배우 도널드 메이
- 1월 29일 - 미국의 희극배우 하워드 헤스먼
- 1월 30일
  - 미국의 영화배우 로버트 월
  - 소련의 영화배우 레오니트 쿠라블료프
- 1월 31일 - 미국의 영화배우 칼턴 카펜터